# Галиуллин, Масгут Набиуллович
Масгу́т Набиу́ллович Галиу́ллин (баш. Мәсғүт Нәбиулла улы Ғәлиуллин; творческий псевдоним — Масгут Г. (баш. Мәсғүт Ғ.); 1907—1944) — башкирский советский писатель, поэт. Член Союза писателей Башкирской АССР.

## Биография
Родился 22 июня 1907 года в деревне Нурлино Уфимского уезда одноимённой губернии (ныне Уфимский район Республики Башкортостан). Трудовую деятельность начал в 1927 году, работал на различных предприятиях страны. Параллельно занимался  литературным творчеством. Издаваться стал с 1928 года. С 1939-го и до конца жизни являлся литературным сотрудником башкирской газеты «Сталинчы». Скончался в Уфе на 37-м году жизни — в январе 1944 года.

## Творчество
Первая книга Галиуллина «Деревенские страсти» вышла в свет в 1928 году (написана на татарском языке). В последующие годы издавались другие его книги. Он автор поэтических сборников «Мартен яҡтыһы» (1940; «Свет мартена») «Таныш рәсем» (1959; «Знакомый портрет»). Масгут Набиуллович зарекомендовал себя и как детский писатель, сочинив поэмы для детей, среди которых особенно выделяется «Туғыҙ Туҡылдыҡ, бер Мыймылдык тураһында әкиәт» (1940; «Сказка про девять Тукылдыков и одного Мыймылдыка»).